# Rajd Finnskog 2003
Rajd Finnskog Norway 2003 (22. KNA Rally Finnskog Norway 2003) – 22. edycja rajdu samochodowego Rajd Arktyczny rozgrywanego w Finlandii. Rozgrywany był od 21 do 22 stycznia 2003 roku. Była to trzecia runda Rajdowych Mistrzostw Europy w roku 2003 (rajd miał współczynnik - 10) oraz również trzecia runda Rajdowych Mistrzostw Norwegii w roku 2003.

## Klasyfikacja rajdu
| Miejsce                                           | Kierowca                                          | Pilot                                             | Samochód                                          | Czas                                              | Strata                                            |                                                   |
| Klasyfikacja generalna, ERC i mistrzostw Norwegii | Klasyfikacja generalna, ERC i mistrzostw Norwegii | Klasyfikacja generalna, ERC i mistrzostw Norwegii | Klasyfikacja generalna, ERC i mistrzostw Norwegii | Klasyfikacja generalna, ERC i mistrzostw Norwegii | Klasyfikacja generalna, ERC i mistrzostw Norwegii | Klasyfikacja generalna, ERC i mistrzostw Norwegii |
| ------------------------------------------------- | ------------------------------------------------- | ------------------------------------------------- | ------------------------------------------------- | ------------------------------------------------- | ------------------------------------------------- | ------------------------------------------------- |
| 1.                                                | Henning Solberg                                   | Cato Menkerud                                     | Mitsubishi Lancer Evo VI                          | 2:26:25.0                                         | 0.0                                               |                                                   |
| 2.                                                | Kristian Kolberg                                  | Kjell Pettersen                                   | Hyundai Accent WRC2                               | 2:28:17.1                                         | +1:52.1                                           |                                                   |
| 3.                                                | Morten Østberg                                    | Ola Fløene                                        | Subaru Impreza S7 WRC '01                         | 2:29:18.0                                         | +2:53.0                                           |                                                   |
| 4.                                                | Tord Linnerud                                     | Henning Isdal                                     | Toyota Corolla WRC                                | 2:30:47.5                                         | +4:22.5                                           |                                                   |
| 5.                                                | Valter Christian Jensen                           | Erik Pedersen                                     | Ford Focus WRC '00                                | 2:32:07.8                                         | +5:42.8                                           |                                                   |
| 6.                                                | Thomas Schie                                      | Ragnar Engen                                      | Toyota Corolla WRC                                | 2:32:15.8                                         | +5:50.8                                           |                                                   |
| 7.                                                | Bernhard Kongsrud                                 | Rune Bekkevold                                    | Mitsubishi Lancer Evo VI                          | 2:34:47.8                                         | +8:22.8                                           |                                                   |
| 8.                                                | Martin Stenshorne                                 | Richard Pashley                                   | Mitsubishi Lancer Evo VI                          | 2:35:38.4                                         | +9:13.4                                           |                                                   |
| 9.                                                | Eivind Steffensen                                 | Jan Petter Sigvartsen                             | Subaru Impreza GC8                                | 2:36:57.7                                         | +10:32.7                                          |                                                   |
| 10.                                               | Knut Høistad                                      | Tormod Kvisler                                    | Mitsubishi Lancer Evo VI                          | 2:37:34.4                                         | +11:09.4                                          |                                                   |